# 斯塔尼奥伦巴多
斯塔尼奥伦巴多（義大利語：Stagno Lombardo），是意大利克雷莫纳省的一个市镇。总面积39平方公里，人口1529人，人口密度39.2人/平方公里（2009年）。国家统计（ISTAT）代码为019103。